# Haltepunkt Esens

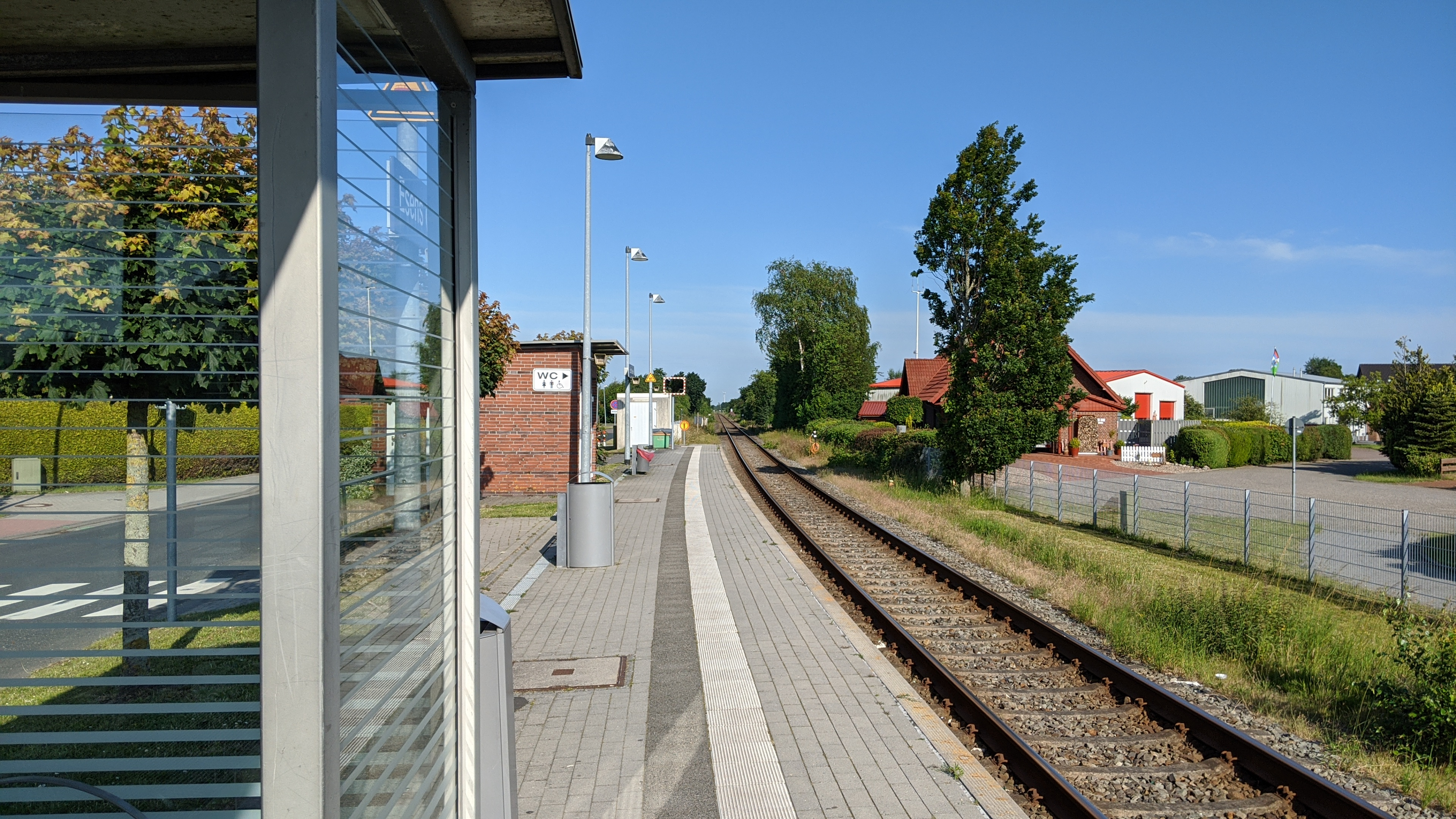
Beim Neubau des Haltepunktes Esens wurde Wert auf Barrierefreiheit gelegt – hier gut erkennbar das Blindenleitsystem am Bahnsteig.

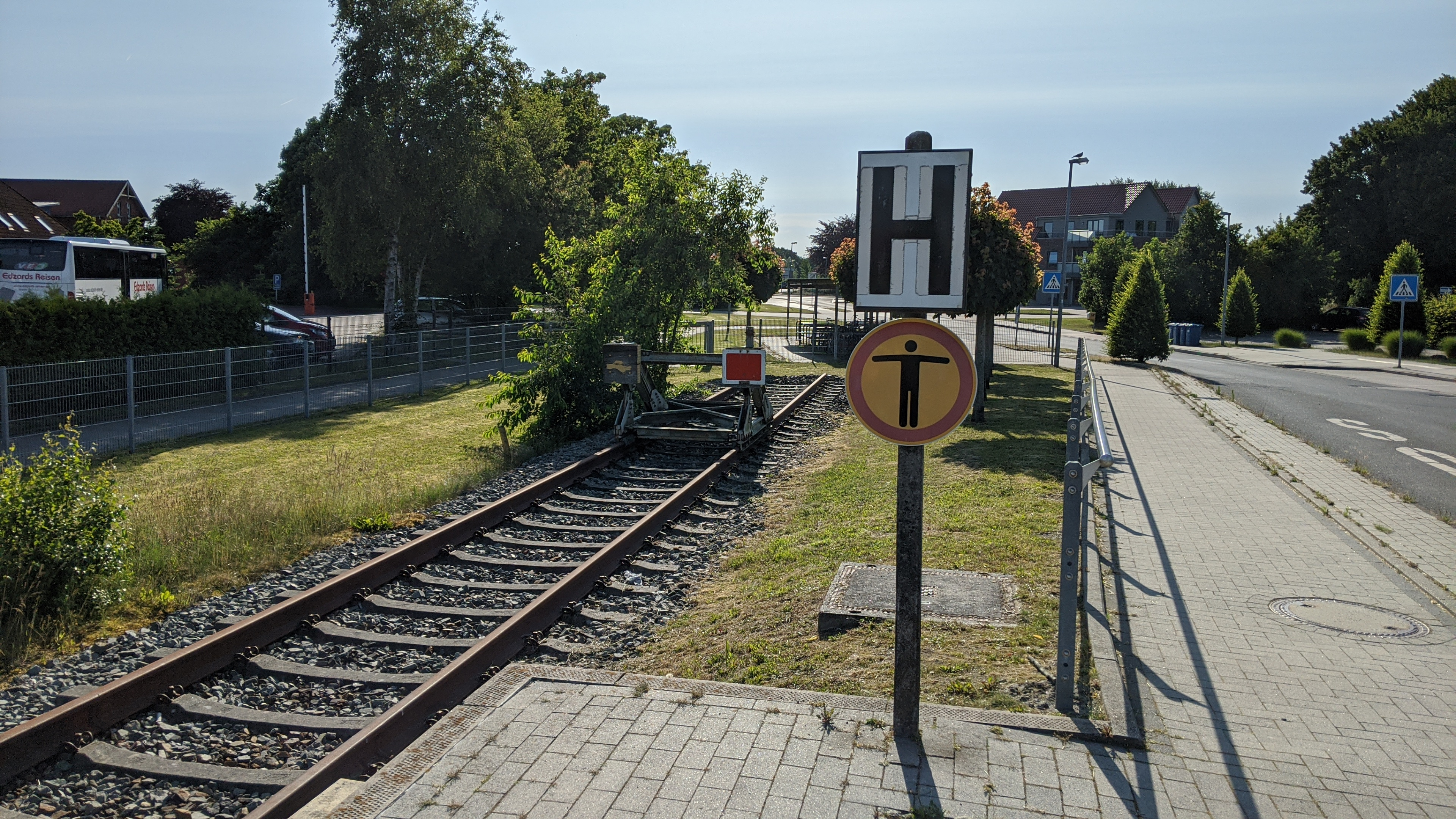
Derzeitiges Streckenende der Küstenbahn in Esens; der Abschnitt nach Dornum ist abgebaut

Der Haltepunkt Esens ist ein Bahnhaltepunkt der Ostfriesischen Küstenbahn in Esens im Landkreis Wittmund in Niedersachsen.

## Geschichte

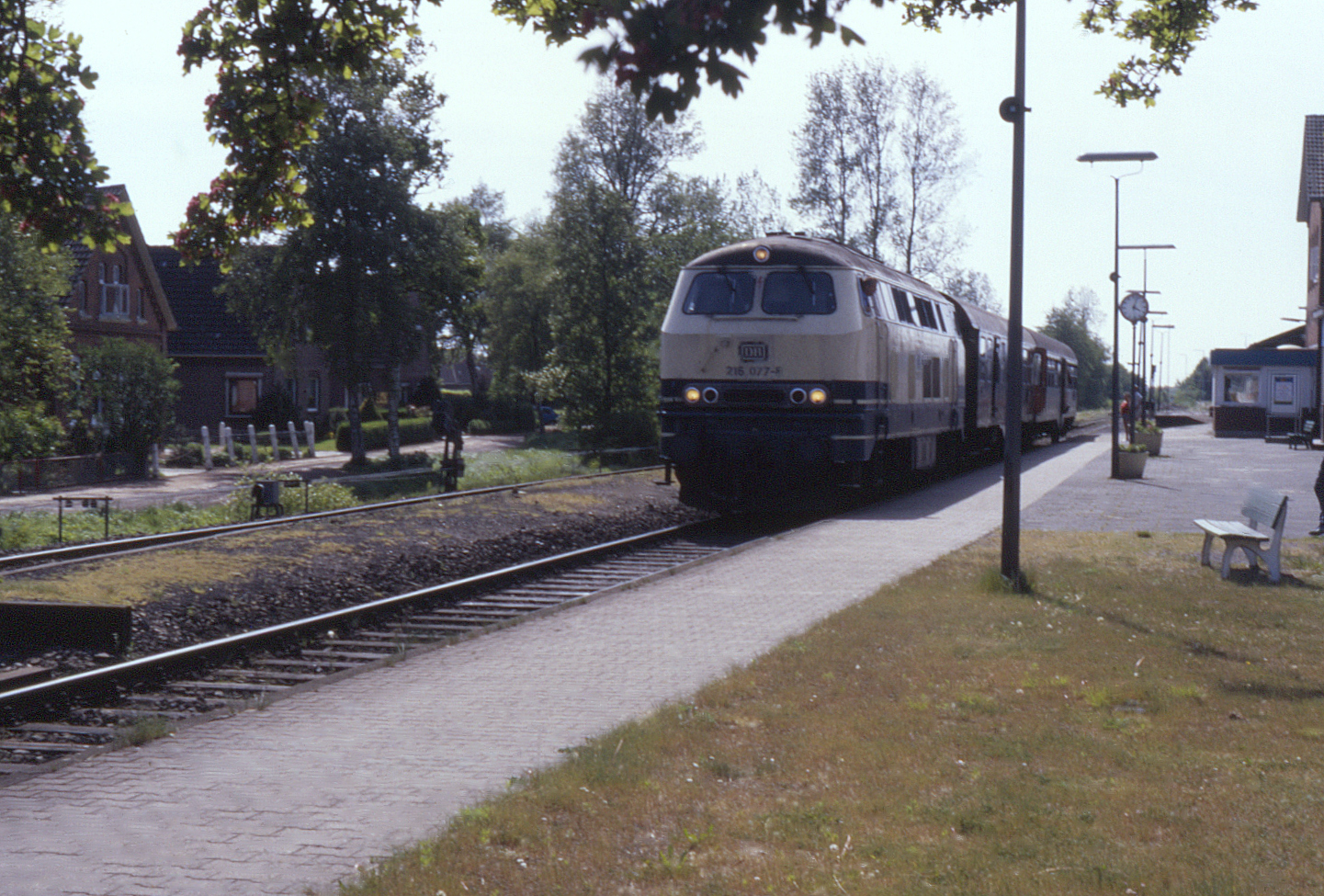
Der alte Bahnhof Esens

Esens erhielt seinen Bahnanschluss mit der Inbetriebnahme der Bahnstrecke von Emden über Norden und Esens nach Jever durch die Königlich Preußischen Staatseisenbahnen am 15. Juni 1883. 1909 nahm die Kreisbahn Leer–Aurich–Wittmund ihre in Ogenbargen von der Hauptstrecke abzweigende, wie die übrigen Strecken in Meterspur erbaute Strecke Ogenbargen–Esens–Bensersiel in Betrieb. Diese kreuzte die Küstenbahn östlich des Bahnhofs höhengleich. Zwar wurde der Kleinbahnhof in Esens abseits des Staatsbahnhofs errichtet, die Kleinbahn erhielt jedoch einen Haltepunkt am Staatsbahnhof. Seitdem besaß der Bahnhof Esens als Umsteigeknoten Bedeutung, vor allem für den Bäderverkehr zur Insel Langeoog und anfangs auch Spiekeroog, der über Bensersiel als Ausgangspunkt der Schiffsverbindung geführt wurde.
Die Kleinbahn Leer–Aurich–Wittmund stellte bereits 1953 den Personenverkehr zwischen Esens und Aurich ein, betrieb aber noch bis 1967 Zubringerverkehre für den Fährverkehr nach Langeoog zwischen Esens und Bensersiel. Auch der Güterverkehr verlor in der Nachkriegszeit an Bedeutung: der letzte Güterzug auf Meterspur zwischen Esens und Leer fuhr zum Jahresende 1969. Anschließend wurde die Strecke abgebaut. Der Bahnhof Esens war seitdem wieder, wie schon vor 1909, ein reiner Durchgangsbahnhof an der seit 1949 von der Deutschen Bundesbahn (DB) betriebenen Küstenbahn. Die DB stellte am 29. Mai 1983 den Personenverkehr der Küstenbahn zwischen Norden und Esens ein, seitdem war der Bahnhof Esens Endpunkt für die von Wilhelmshaven kommenden Nahverkehrszüge. 1985 endete auch der Güterverkehr westlich von Esens, der Abschnitt bis Dornum wurde im Folgejahr abgebaut. Seitdem war der Bahnhof Esens Endbahnhof der von Sande kommenden Strecke.
Ende der 1990er Jahre wurde die Küstenbahn, nachdem ihre Zukunft als SPNV-Strecke jahrelang unsicher gewesen war, saniert und für höhere Geschwindigkeiten ertüchtigt. In diesem Zusammenhang wurde der Bahnhof Esens vollständig abgebaut. Stattdessen wurde im Jahr 2002 etwa 200 m östlich ein neuer Haltepunkt am Streckengleis als neuer Endpunkt errichtet. Damit war eine Auflassung des bisherigen Bahnüberganges über die Bahnhofsstraße möglich. Inzwischen steht auf dem früheren Bahnhofsgelände ein Einkaufsmarkt.

## Betrieb
| Linie | Betreiber    | Zuglauf                                                                          | Takt        |
| ----- | ------------ | -------------------------------------------------------------------------------- | ----------- |
| RB 59 | NordWestBahn | Esens – Burhafe – Wittmund – Jever – Schortens-Heidmühle – Sande – Wilhelmshaven | Stundentakt |

Mit Stand 2025 verkehren die Züge der Regionalbahnlinie RB59 der NordWestBahn täglich im Stundentakt auf der Route Wilhelmshaven – Esens. Der Haltepunkt Esens befindet sich aufgrund der Lage im Landkreis Wittmund im Verbundgebiet des Verkehrsverbundes Ems-Jade, dessen Tarife jedoch nur im Busverkehr gelten, ansonsten gilt der Niedersachsentarif.
Der Haltepunkt ist barrierefrei, mit Bodenleitsystem ausgestattet und stufenfrei per Rampe erreichbar.

## Übergang zu anderen Verkehrsmitteln
Am Haltepunkt Esens verkehren Regionalbuslinien, unter anderem eine Linie zur Langeoog-Fähre. Es gibt einen Taxistand und eine Bike-and-Ride-Anlage sowie eine Park-and-Ride-Anlage, zudem befindet sich ein Fuß- und Radweg zwischen Esens und dem Fährhafen Bensersiel.

## Planungen
Politiker sowie Bürgerinitiativen wie der Museumseisenbahn Küstenbahn Ostfriesland e. V. streben die Wiederinbetriebnahme des stillgelegten Streckenabschnitts der Küstenbahn nach Dornum an. Es gibt weitere Planungen mit einer Verlängerung der Strecke bis zu einem neuen Haltepunkt am Fährhafen Esens-Bensersiel. Weitere Planungen sehen eine Wiederinbetriebnahme der Kleinbahn nach Aurich ab Esens vor.